# Ханс II Паумгартнер
Ханс II Паумгартнер (на немски: Hans II Paumgartner; Baumgartner, Hans der Jüngere (Johann); * пр. 18 октомври 1488 в Аугсбург; † 20 септември 1549 в Швабмюнхен) е търговец, от 1537 г. имперски фрайхер на Паумгартен (Баумгартен, част от Айслинген в Бавария), Конценберг (част от Халденванг в Швабия), Хоеншвангау и Ерлах.
Фамилията Паумгартнер е една от най-старите патрцийски фамилии в имперския град Нюрнберг. Той е син на Ханс I Паумгертнер фон Паумгартен (1455 – 1527) и съпругата му Фелицитас Релингерин († 1533). Внук е на Антони I Паумгертнер (1418 – 1475) и Клара Арцтин († 1467?). Той има шест сестри.
Дядо му Антон Паумгартнер отива ок. 1475 г. в имперския град Аугсбург, където фамилията му през 1538 г. е приета в Аугсбургското патриции-общество. Фамилията много забогатява чрез търговия и миньорство. Баща му Ханс I става 1502 г. императорски съветник и 1505 – 1516 г. е в „12. – съвет“ на града.
Ханс II учи търговия в Италия, Франция и Англия (1507 – 1515), след това и в Португалия. Той се жени 1512 г. за Регина Фугер, дъщеря на много богатия търговец Георг Фугер.
Ханс II поема 1527 г. търговската фирма и има успехи във финансовите връзки с Хабсбургите и в миньорството в Тирол. Ханс II е през 1520 – 1536 г. член в „Големия съвет“. Той купува 1534 г. дворец Ербах от Хабсбургите. Той купува и богатата територия на господството Швангау за 35 000 гулдена. Той е съветник и даващ пари на император Карл V, който го издига на имперски фрайхер с титлата Фрайхер Паумгартнер фон Хоеншвангау цум Шванщайн. Той реновира средновековния замък Шванщайн през 1538 – 1547 г. в стил ренесанс и го престроява на дворец Хоеншвангау. През 1538 г. „Паумгартнерите“ са приети официално в Аугсбургския патрициат. Той също е мецен на изкуството, има контакти с хуманисти и е привърженик на католическата църква.
Наследен е от синовете му Ханс Георг и Давид. Синовете му фалират през 1562 г. и техните обеднели наследници напускат Аугсбург.

## Фамилия
Ханс Паумгартнер се жени на 28 юли 1512 г. в Аугсбург за Регина Фугер (* 7 ноември 1499, Аугсбург; † 26 декември 1553, Аугсбург), дъщеря на търговеца Георг Фугер (1453 – 1506) и Регина Имхоф (1465/1468 – 1526), от патрицианска фамилия от Нюрнберг. Те имат шест деца:
- Йохан Паумгертнер фон Паумгартен (* 16 август 1513; † 24 октомври 1541/1542), женен за Анна фон Щадион († сл. 1537/1552); имат два сина
- Йохан Георг Паумгертнер (* 1513/1515; † 29/30 юни 1570/1572), фрайхер на Баумгартен, наследник на Ербах (на Дунав), женен за Анна фон Кюенайх († 1591/1601); има 4 деца; ново-построява наследения дворец 1550 – 1555; след банкрота 1562 г. е затворен до края на живота си в Аугсбург
- Регина Паумгертнерин († 1533), омъжена за Кристоф I фон Кньоринген
- Мария Паумгертнер († 1554), омъжена за Волф Хайнрих фон Фелс
- Давид фон и цу Паумгартен цу Хоеншвангау и Ербах (* 1517, Аугсбург; † 18 април 1567, Гота), кмет на Аугсбург 1548/1549, императорски съветник 1549 и 1550/51 г. в Тайния съвет на имперския град, 1552 г. се отказва от кметството в Аугсбург и живее като имперски рицар в Хоеншвангау. Обезглавен е в Гота 1567 г.; женен за Урсула фон Фрайберг († 1592); десетте му деца напускат града.
- Антони Паумгертнер (* 1518; † 18 юни 1581), женен за Регина Хонолдин († 3 ноември 1548
- Сибила Паумгертнер († 1533)
- Сузана Паумгертнер (†1547)